# Jam jest Legion
Jam jest Legion (fr.: Je suis légion) – seria komiksowa autorstwa francuskiego scenarzysty Fabiena Nury'ego i amerykańskiego rysownika Johna Cassadaya, opublikowana w trzech tomach w latach 2004–2007 przez francuskie wydawnictwo Les Humanoïdes Associés. Po polsku w 2008 nakładem oficyny Sutoris ukazał się pierwszy tom, a w 2016 wydawnictwo OMG! Wytwórnia Słowobrazu opublikowało wydanie zbiorcze serii. Tytuł Jam jest Legion odwołuje się do fragmentu Ewangelii według św. Marka (5,9), w którym Jezus Chrystus, uzdrawiając opętanego człowieka, zwrócił się demona: „I zapytał go: »Jak ci na imię?«. Odpowiedział Mu: »Na imię mi Legion, bo nas jest wielu«”.

## Fabuła
Osadzona w konwencji historii alternatywnej, horroru i fantastyki naukowej seria rozgrywa się w 1942 roku czasie II wojny światowej. Niemieccy naziści testują w Rumunii tajną superbroń: dziesięcioletnią dziewczynkę, umiejącą kontrolować swoim umysłem wszystkie istoty, które miały kontakt z jej krwią. Brytyjski wywiad próbuje zapobiec dalszym pracom niemieckiej armii.

## Tomy
| Tom | Tytuł i rok I wydania polskiego | Tytuł i rok I wydania oryginalnego | Uwagi                                                        |
| --- | ------------------------------- | ---------------------------------- | ------------------------------------------------------------ |
| 1   | Faun tańczący (2008)            | Le Faune dansant (2004)            | W 2016 seria ukazała się po polsku w jednym tomie zbiorczym. |
| 2   | Vlad (2016)                     | Vlad (2006)                        | W 2016 seria ukazała się po polsku w jednym tomie zbiorczym. |
| 3   | Trzy małpki (2016)              | Les Trois Singes (2007)            | W 2016 seria ukazała się po polsku w jednym tomie zbiorczym. |

## Nagrody
W 2005 roku John Cassaday otrzymał Nagrodę Eisnera w kategorii najlepszego rysownika (Best Penciller/Inker) za pierwszy tom pt. Faun tańczący.